# Aproksymacja diofantyczna
Aproksymacja diofantyczna – dziedzina teorii liczb badająca możliwości przybliżania liczb rzeczywistych liczbami wymiernymi i stopień dokładności takiego przybliżenia. Nazwa pochodzi od imienia Diofantosa z Aleksandrii.
Zgrubnym miernikiem dokładności przybliżenia jest wartość bezwzględna różnicy między daną liczbą rzeczywistą a jej przybliżeniem, subtelniejsze rozważania uwzględniają również wielkość mianownika odpowiedniego ułamka.
Można przyjąć, że pierwsze systematyczne badania w tej dziedzinie mają początek w pracach Liouvilla dotyczących istnienia liczb przestępnych (tzw. liczb Liouville’a). Wcześniej wiedziano sporo na temat przybliżania liczb niewymiernych ułamkami łańcuchowymi, znane było też twierdzenie Dirichleta o aproksymacji, jednak dopiero od Liouville’a zagadnieniom tym poświęcono systematyczną uwagę.
Wyniki Liouville’a, które były efektywne, poprawił Axel Thue i jego następcy, ale stracili oni efektywność: udowodnione w roku 1955 twierdzenie Thuego-Siegela-Rotha mówi, że jeśli liczba {\displaystyle \alpha } jest algebraiczna, to dla dowolnego {\displaystyle \varepsilon >0} nierówność:
{\displaystyle \left|\alpha -{\frac {p}{q}}\right|<q^{-(2+\epsilon )}}
ma tylko skończenie wiele rozwiązań w liczbach {\displaystyle p} i {\displaystyle q} względnie pierwszych i wykładnika po prawej stronie nie da się już zmniejszyć.
Twierdzenie Thuego-Siegela-Rotha zostało uogólnione na przypadek jednoczesnej aproksymacji skończonego zbioru liczb, przez Wolfanga M. Schmidta, wciąż nieefektywnie, co czyni ten wynik, i jego nieefektywnych poprzedników, mało przydatnymi do obliczeń.
Druga grupa zagadnień badanych w teorii aproksymacji to problematyka równomiernego rozkładu. Podstawowym wynikiem w tym kierunku jest kryterium Weyla, które z kolei pokazuje związek aproksymacji diofantycznej z analityczną teorią liczb. Inne problemy, jakie mogą się tu pojawiać, wiążą się z nieregularnościami rozkładu.
Jak w innych działach teorii liczb, również tu istnieje wiele nierozwiązanych, a prosto sformułowanych problemów. Jednym z nich jest hipoteza Littlewooda (dane z roku 2004), która głosi, że dla dowolnych liczb niewymiernych {\displaystyle \alpha } i {\displaystyle \beta ;}
{\displaystyle \liminf _{n\to \infty }\ n\cdot \|n\alpha \|\cdot \|n\beta \|=0,}
gdzie {\displaystyle \|x\|} jest odległością od liczby {\displaystyle x} do najbliższej liczby całkowitej:
{\displaystyle \|x\|:=\min {\big (}\{x\},1-\{x\}{\big )}.}